# Армяне на Украине

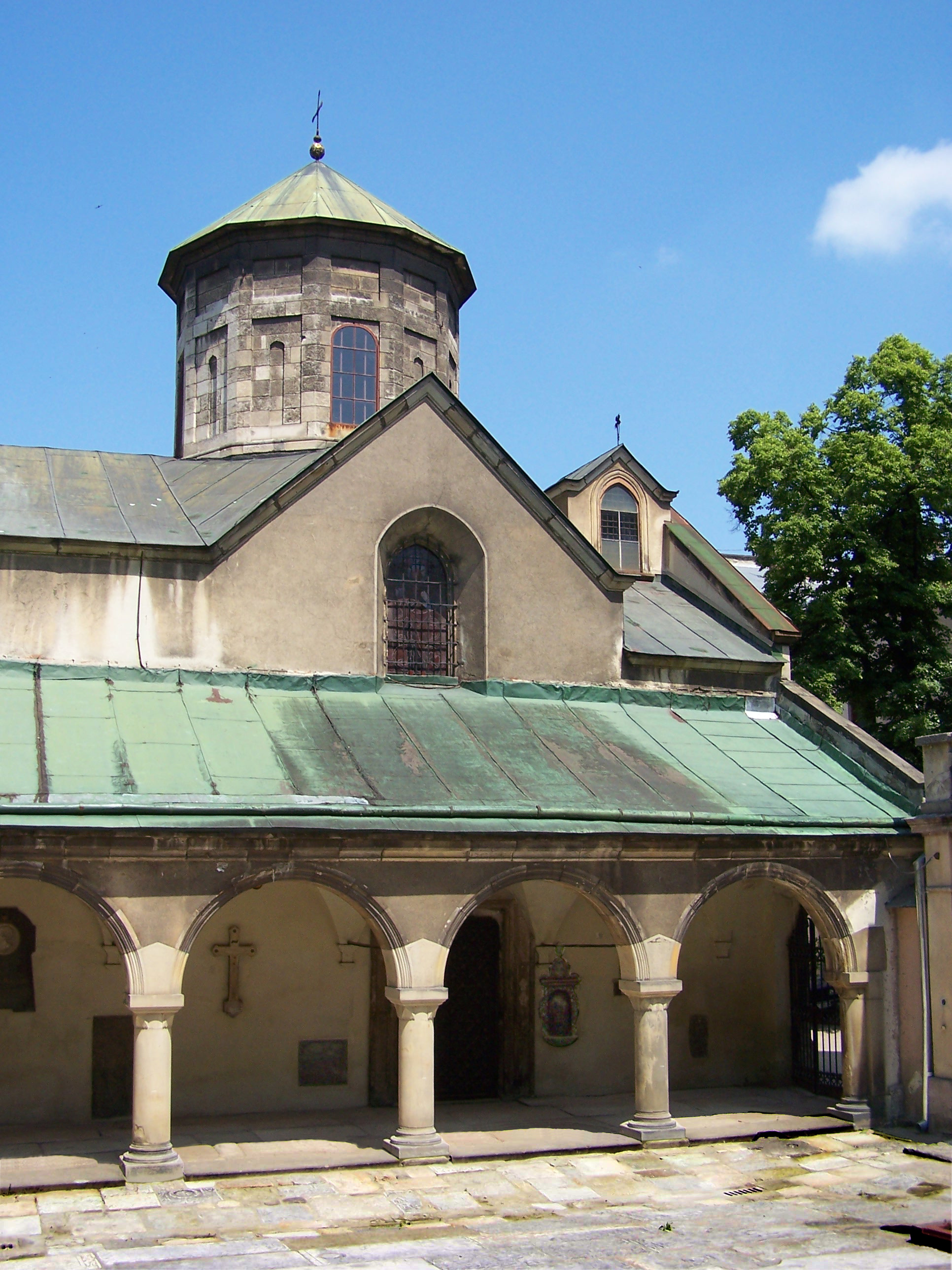
Армянский кафедральный собор во Львове, 1356—1363 годы

Армя́не на Украи́не (арм. Հայերն Ուկրաինայում, укр. Вірмени в Україні) — армянское этническое меньшинство, проживающее на Украине. До 2014 года была декларирована цифра в 600 тысяч человек. Это армяне с украинским гражданством, и порядка 60-70 тысяч с видом на жительство.
Армянское население на Украине почти удвоилось с момента распада СССР, во многом из-за нестабильности на Кавказе. Первые армяне появились на территории современной Украины в XI веке в Крыму, в начале XII века формировалась армянская община в Киеве.

## История

### Средние века
Армяне впервые появились на Украине во времена Киевской Руси. В начале XI века киевские князья пригласили армян на помощь в войне против польского короля Болеслава. Вскоре, после помощи в изгнании захватчиков из Киева, армяне разошлись по территории государства. В том же веке, после нападений сельджуков, падения армянского государства и агрессивной политики Византии многочисленные армяне эмигрировали на Украину — Крым, Галицию а также в Польшу образуя там процветающие колонии. Согласно Энциклопедическому словарю Брокгауза и Ефрона «…около 20000 армян выселилось из своего отечества и отправилось в Крым и в русские земли». В XI веке отдельные армянские купцы, наёмники и ремесленники служили у русских князей. Так, «Киево-Печерский Патерик» упоминает армянского врача, который лечил Владимира Мономаха и пишет: «Бысть же в то время в граде Киеве врач некто, родом и верою Арменин, хитр зело во врачевании, яко прежде того не быти таковому».

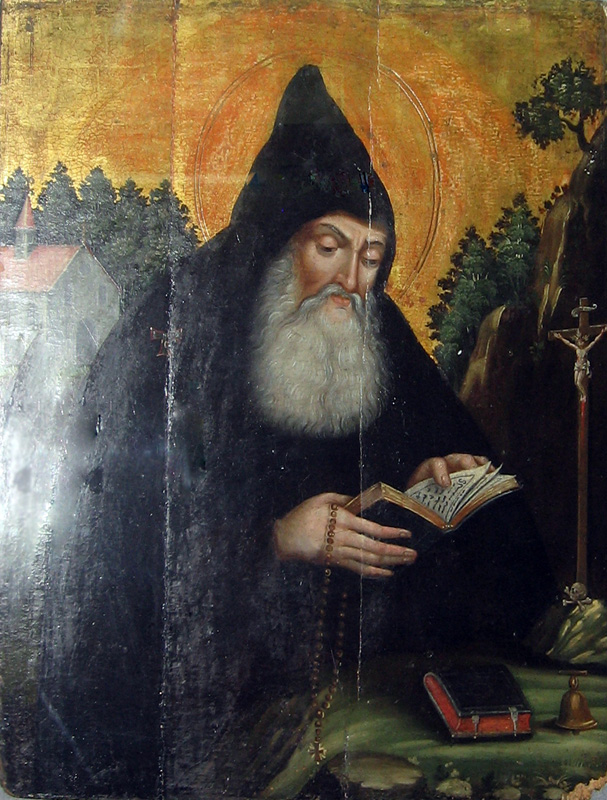
Армянский священник. Львов. Работа неизвестного художника XVI—XVII веков

Крупные армянские колонии в основном были расположены на Крымском полуострове в Кафе (Феодосия), Судаке и Солхате (Старый Крым). Их численность выросла в течение XII—XV веков в результате миграции армян, спасающихся от монгольского нашествия. В XIII веке Галицко-Волынский князь Даниил Романович для оживления торговли пригласил квалифицированных иммигрантов в том числе и армян. Филип Д. Куртин отмечает, что армянские колонии в Крыму были настолько велики, что генуэзцы иногда называли её Armenіa Marіtіma. Армяне Херсона и Судака играли важную роль в развитии экономики и культуры Крыма. Они служили посредниками в товарообмене между Закавказьем и Киевом. Согласно В. П. Даркевичу, о тесных контактах переселенцев со своей родиной говорят находки тканей XIII в., аналогичных анийским, в погребениях на территории колонии.
Небольшие армянские общины были основаны в центральной части Украины, включая Киев, и западных регионах — Подолье и Галичине. В 1267 году Львов стал центром армянской епархии, а освящённый в 1367 году армянский собор в этом городе — епархиальным.
Этнические армяне, вынужденно покидавшие Армению, на протяжении длительного времени жили в соседстве с кыпчаками на территории Крыма и Бессарабии, где они усвоили их язык (отмечены факты, когда кыпчаки принимали армяно-григорианское христианство). Языковая ассимиляция крымских армян, согласно Ярославу Дашкевичу, начинается в конце XIII—начале XIV веков и наиболее интенсивно происходит в XIV—XV веках. В то же время они сохранили свою армянскую идентичность и верность армянской церкви, но стали говорить на татарском языке как на родном, подобно другой христианской общине — греков-урумов
Средневековые львовские историки Я. Альнпек и Б. Зиморович отмечали непосредственное участие армян в борьбе Даниила Галицкого за престол. Ян Альнпек сообщал, что армяне оказали военную помощь князю Даниилу, благодаря которой он подчинил себе других князей, а его сын Лев поселил во Львове «армянских азиатских воинов, пользовавшихся оружием, одеждой и языком татар». Б. Зиморович уточняет, что после похода Тамерлана изгнанные с родных мест армяне были сначала в войске татар, откуда они охотно перешли на военную службу ко Льву.
А. Крымский свидетельствует, что тюркоязычные армяне впервые появились в Галицко-Подольской Украине, предположительно, ещё в монгольскую эпоху, где-то около XIV в., то есть более-менее одновременно с колониями караимов либо даже литовских татар. Позже к ним присоединился колонизационный поток в конце XV в., когда османы захватили город Кафу (Феодосию) в Крыму (1475); тамошние армяне массово покинули Кафу и переселились к своим единоверцам на украинскую Подолию и в Галицию.

### Новое время
Львовские армяне судились в соответствии с местной кыпчакско-польской версией «Судебника» Мхитара Гоша. Это был перевод гражданской части «Судебника» с армянского на латынь, затем с латыни на польский, и наконец с последнего на армяно-кыпчакский язык. Ещё ранее в XIV веке использовался его древнеармянский оригинал во Львове. Адаптированный к местным условиям вариант на латинском языке был утвержден для львовских армян Сигизмундом I Старым 5 марта 1519 года, однако согласно этому документу армяне не допускались в работу городского магистрата (в городском самоуправлении могли участвовать только католики). Судебная процедура регламентировалась составленным во Львове на армяно-кыпчакском языке Процессуальным кодексом 1523—1594 годов.
Важным центром армянской колонизации стал Каменец-Подольский (в XVI веке там было 300 армянских семей), где армяне имели свой магистрат. Поселения армян были в Киеве, Луцке, Галиче, Снятыне, со временем в Станиславове. В XVI—начале XVII века во Львове, Каменце и др. городах существовали армянские школы, к которых обучались также армянскому языку. Пол Роберт Магочий из Торонтского университета отмечает, что первая армянская типография на территории Украины была основана в 1616 году во Львове, где к этому времени уже существовали богатые армянские библиотеки и армянская архитектура. В Галиции и на Подолье работали армянские типографии, а в 1618 Ованес Карматенянц издал «Альгиш Битики» («Молитвенник») — единственную в мире печатную книгу на армяно-кипчакском языке, который был письменным вариантом разговорного языка армян в Крыму и на Украине. После принятия частью армян унии (1630 год) с католической церковью, армяне в Речи Посполитой постепенно ассимилировались среди местного польского населения, а часть из них эмигрировала в Крым. К XVIII столетию были отменены специальные правовые и социально-экономические льготы, предоставленные армянам в средние века.
В 1778 году крупная группа крымских армян покинула территорию Османской империи и поселилась в пределах России, в Ростове-на-Дону. Однако двадцать лет спустя после присоединения Крыма к России, по призыву русского правительства туда вернулись многие из переселенцев и прибыли новые группы армян из Турции.

### Новейшее время
В киевской губернии по состоянию на 1862 год числилось 324 последователя армянской апостольской церкви
Армянская община Украины, ещё в начале XX века имела собственные библиотеки, а в названиях улиц нередко была отражена армянская топонимика. В Киеве армяне помимо прочих мест селятся в Подоле
В первой половине XX века в Галиции насчитывалось 5,5 тысяч армянокатоликов по вероисповеданию, как правило польскоязычных. Они имели 9 приходских церквей, 16 часовен, монастырь сестёр-бенедиктинок во Львове. Львовская архиепархия армянокатоликов находилась в непосредственном подчинении папе римскому и просуществовала до конца Второй мировой войны, когда была уничтожена советскими властями.
В 1944 году крымские армяне были депортированы с полуострова наряду с греками, болгарами и крымскими татарами, однако им разрешили вернуться в 1960-е годы.
После 1991 года наблюдается возрождение Армянской католической церкви на Украине. 28 ноября 1991 года на Украине была официально зарегистрирована епархия Армянской апостольской церкви, общины которой сейчас действуют во Львове, Киеве, Одессе, Харькове, Донецке, Днепре, а также в некоторых городах Крыма.

## Современность

Вещи из Армянской Киликии найденные при раскопках в Бердянске и Херсонесе

Сегодня наибольшая концентрация армян на Украине наблюдается в Донецкой области (15 700, 0,33 % от населения, увеличилась с 1989 года в 2,5 раза), вторая по количеству — в Харьковской области — 11 тысяч (увеличилась с 1989 года в 2 раза), третья в Днепропетровской области. Армянские общины есть в Запорожской области — 6 400 чел, Луганской — 6 500, Одесской — 7 400, Херсонской — 4 500, в городе Киеве — 4 900. Армяне традиционно присутствуют также в Крыму, где 8 700 армян (увеличение в 3,6 раз по сравнению с 1989 годом), составляют 0,23 % населения крымской автономии и 0,3 % населения Севастополя. Согласно данным переписи населения около половины армян на Украине считают родным армянский язык, более 43 % — русский и 5,8 % украинский. Издается «Арагац», газета Киевского армянского общества. С 2011 года в Киеве издаётся «армяно-украинский арт-журнал TheNorDar».

## Деятельность
На Украине функционирует ряд общественных объединений армянской диаспоры.
Большинство из них входит в состав Союза армян Украины.
Деятельность этих организаций, в основном, направлена на разного характера помощь представителям армянской диаспоры (в том числе юридическую, моральную и материальную), сосредоточена вокруг изучения и распространения армянской культуры, а также спортивных мероприятих и объединений.

## Армянская апостольская церковь на Украине
Центр Украинской епархии находится во Львове.

По данным 2007 года Армянская апостольская церковь наиболее всего была распространена в Автономной Республике Крым (7 общин), Донецкой (2 общины) и Одесской (также 2 общины) областях.
13 ноября 1993 г. состоялось освящение и закладка фундамента храма, а 26 ноября 1995 г. Верховный Патриарх, Католикос Всех армян Гарегин Первый торжественно освятил Одесскую армянскую церковь во имя Св. Григория Просветителя, построенную на пожертвования членов Одесской армянской Общины.
В сентябре 1997 года было начато строительство часовни в г. Макеевка (Донецкая область), а в сентябре 1998 года данная часовня была построена и освящена.
В марте 2012 года было начато строительство церкви в г. Донецк. В данный момент строительство продолжается. Однако, на территории строящейся церкви действует временная часовня.

## Памятники
В местах средневековых поселений армян сохранились каменные кресты — хачкары. Во Львове, Черновцах, Каменце-Подольском, Ивано-Франковске, Бережанах, Кутах, Снятыне, Городенке, Лисце, Жванце, Луцке, Язловце, Тысменице, Измаиле, Белгород-Днестровском, Ялте, Феодосии, Евпатории и других городах Украины сохранились старинные армянские церкви и часовни, а недалеко от города Старый Крым — монастырь Сурб Хач (Святой Крест), который сейчас реставрируется.